# Schubfehler
Als Schubfehler wird beim Rollstuhlbasketball eine Regelübertretung bei der Fortbewegung mit dem Ball verstanden. Die Regel ist das Äquivalent zum Schrittfehler im Basketball und ist neben der funktionalen Klassifizierung der Spieler der zweite große Unterschied zwischen Rollstuhlbasketball und Basketball. 

## Definition
Im Gegensatz zum Basketball darf beim Rollstuhlbasketball ein einmal aufgenommenes Dribbling jederzeit unterbrochen und wieder aufgenommen werden. Der Ball darf außerdem während Dribblings gehalten, geführt und auf den Schoß abgelegt werden. Eine Regelübertretung entsteht, wenn der Spieler während des Dribblings seinen Rollstuhl mehr als zweimal anschiebt, während er den Ball hält. Anders als im Basketball gilt die Schubfehler-Regel auch beim Pivotieren, d. h. bei der Bewegung auf der Stelle und um die eigene Achse.
Ein Schubfehler bringt die gegnerische Mannschaft in Ballbesitz. Sie erhält einen  Einwurf an der Seitenlinie auf Höhe der Stelle, an der die Regelübertretung geschehen ist.

## Schiedsrichterzeichen
Das Schiedsrichter-Handzeichen für einen Schubfehler entspricht dem FIBA-Handzeichen für Schrittfehler: Der Schiedsrichter rollt die Fäuste vor dem Körper umeinander. 
Vor 2002 existierte ein rollstuhlspezifisches Schiedsrichterzeichen für den Schubfehler (symbolisches Anschieben auf Hüfthöhe neben dem Körper). Im Rahmen der Angleichung der Schiedsrichtertechnik wurde das Zeichen durch das FIBA-Handzeichen für Schrittfehler ersetzt. 